# Пидьма (Подпорожский район)
Пи́дьма — деревня в Подпорожском городском поселении Подпорожского района Ленинградской области.

## Название
Деревня получила своё название от вепсского «пидьм», что означает «затор»: от неё через свирские пороги суда шли не караваном, а поодиночке, из-за этого в Пидьме образовывался затор барж и гонок.

## История
Упоминается в 1563 году в Важинском погосте как деревня на усть-Пидьмы, вотчина новгородского Спасо-Хутынского монастыря.
В 1696 году была построена деревянная шатровая церковь Преображения Господня. Особенностью этой церкви являлось то, что её восьмерик начинался от земли. Церковь была разобрана в 1940-х годах.
Село Пидьма в XIX веке представляло собой куст из нескольких смежных деревень: Репников-Конец, Ивановская, Усть-Пидьма, Юрковская, Исаковская, Гришинско-Евсеевская и Аристов-Конец, в начале XX века — ещё и Васильков-Конец.
В начале XIX века в устье реки Пидьма был построен крупчато-мукомольный завод. В 1830 год в Пидьме была построена каменная церковь, дошедшая до наших дней; как и старая деревянная, она была освящена во имя Преображения Господня. В 1862 году церковь была перестроена.

ПИДЬМА — село при реке Свири, число дворов — 128, число жителей: 386 м п., 422 ж. п.; Церквей православных три. Часовен православных две. Мукомольное заведение. Мельниц две. (1873 год)

Жители села служили лоцманами на Свири, капитанами, машинистами и их помощниками.
Сборник Центрального статистического комитета описывал село так:

ПИДЬМА — село бывшее государственное при реке Свири, дворов — 126, жителей — 816; Две церкви православных, часовня, школа, 4 лавки, торжки 25 и 26 декабря, и 24 и 25 июня. (1885 год)

Список населённых мест Олонецкой губернии:

ПИДЬМА — село при реках Свири и Пидьме, население крестьянское: домов — 214, семей — 228, мужчин — 544, женщин — 603; некрестьянское: домов — 5, семей — 6, мужчин — 10, женщин — 9; лошадей — 132, коров — 314, прочего — 320. Школа. (1905 год)

В конце XIX века в селе были построены судоремонтные мастерские.
В XIX — начале XX века село административно относилось к Мятусовской волости 2-го стана Олонецкого уезда Олонецкой губернии.
С 1917 по 1919 год деревня входила в состав Мятусовской волости Олонецкого уезда Олонецкой губернии.
С 1919 года в составе Пидемского сельсовета Лодейнопольского уезда.
С 1922 года в составе Петроградской губернии.
С 1923 года в составе Ленинградской губернии.
С 1927 года в составе Подпорожского района. В 1927 году население деревни составляло 382 человека.

Село Усть-Пидьма на карте 1932 года

Согласно карте Ленинградской области Северо-западного аэрогеодезического треста ГГУ издания 1932 года село Усть-Пидьма насчитывало 15 крестьянских дворов. Смежно с ним располагались деревни Ивановская, Репниковская, Гришинская, Юрковская и Исаковская, насчитывавшие в общей сложности 104 крестьянских двора. В селе находились две церкви, почта и пристань.
По данным 1933 года село Усть-Пидьма являлось административным центром Пидемского сельсовета Подпорожского района, в который входили 9 населённых пунктов: деревни Васильконец, Вороные, Гришино, Ивановск, Исаковская, Плотично, Репин Конец, Юрковская и само село Усть-Пидьма, общей численностью населения 2355 человек.
По данным 1936 года в состав Пидемского сельсовета с центром в деревне Усть-Пидьма входили 6 населённых пунктов, 368 хозяйств и 4 колхоза.

Село Пидьма на карте РККА 1936 года

В 1937 году была закрыта церковь Преображения Господня.
C 1 сентября 1941 года по 31 мая 1944 года деревня находилась в финской оккупации.
После войны не восстанавливалась.
По данным 1966 года деревня находилась в составе Пидемского сельсовета.
В 1971 году деревни Пидьма, Ренников Конец, Гришинская и Исаковская были объединены в один населённый пункт — деревню Пидьма.
По данным 1973 и 1990 годов деревня Пидьма входила в состав Токарского сельсовета Подпорожского района.
В 1997 году в деревне Пидьма Токарской волости проживали 42 человека, в 2002 году — 26 человек (все русские).
В 2007 году в деревне Пидьма Подпорожского ГП — 32 человека.

## География
Деревня расположена в центральной части района в конце автодороги 41К-722 (Подъезд к деревне Пидьма от а/д Подпорожье — Хевроньино — Б.Гора — ст.Токари — Курпово).
Расстояние до административного центра поселения — 37 км. Расстояние до районного центра — 84 км.
Расстояние до ближайшей железнодорожной станции Токари — 17 км.
Деревня находится на правом берегу реки Свирь, в устье реки Пидьма.

## Демография
| 2007 | 2010 | 2017 |
| ---- | ---- | ---- |
| 32   | ↘27  | ↘20  |

### Национальный состав
Согласно данным Всероссийской переписи населения 2021 года в деревне проживали 22 человека, из них:
 русские — 7, украинцы — 15 человек.

## Достопримечательности
- Церковь Преображения Господня, 1696 года постройки, деревянная, утрачена в 1942 году[27].
- Церковь Преображения Господня, 1830 года постройки, каменная, действующая[28].

## Фото

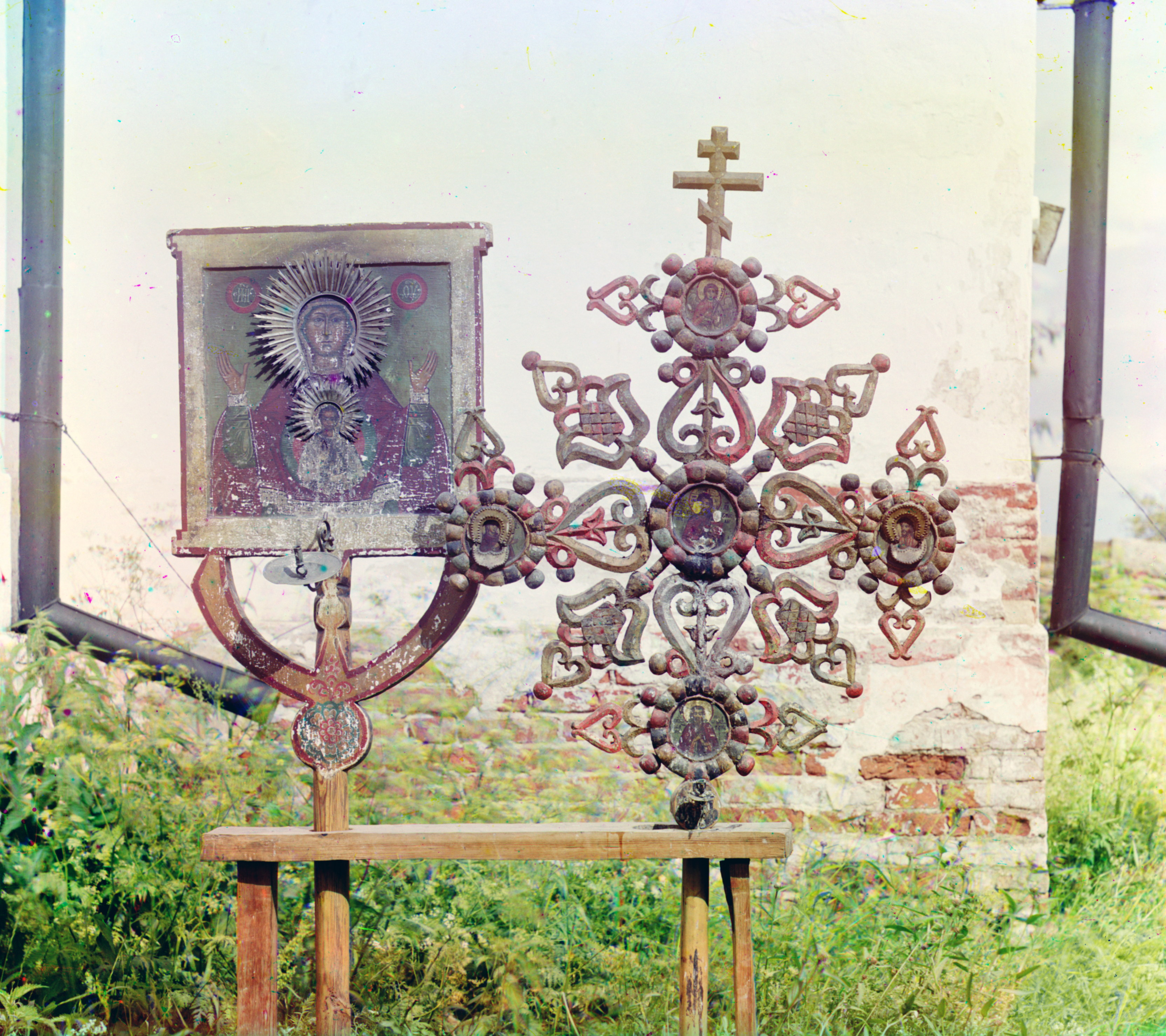
Запрестольный крест и икона в церкви Преображения. Село Пидьма. 1909 г.
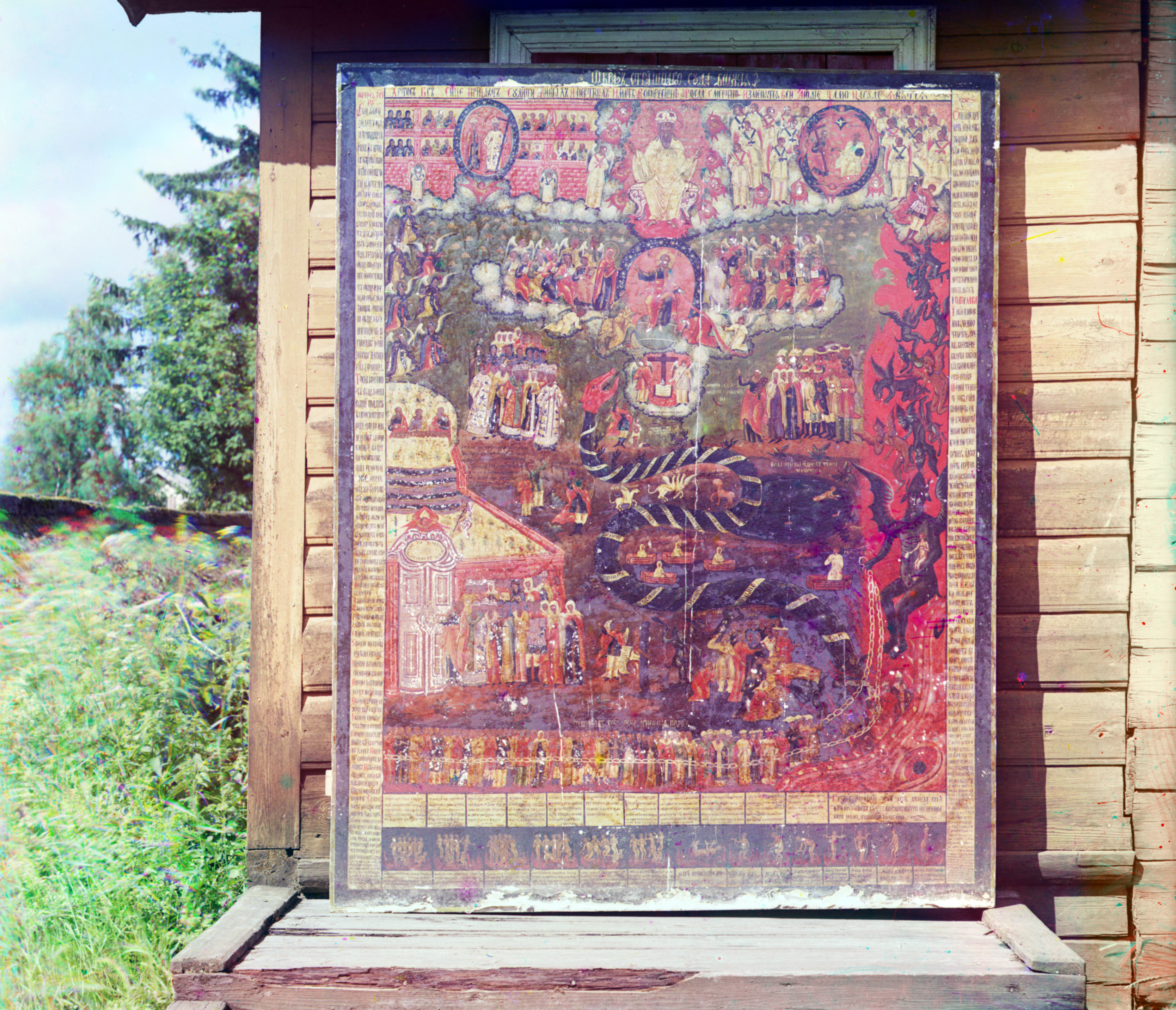
Картина Страшного Суда. Село Пидьма. 1909 г.
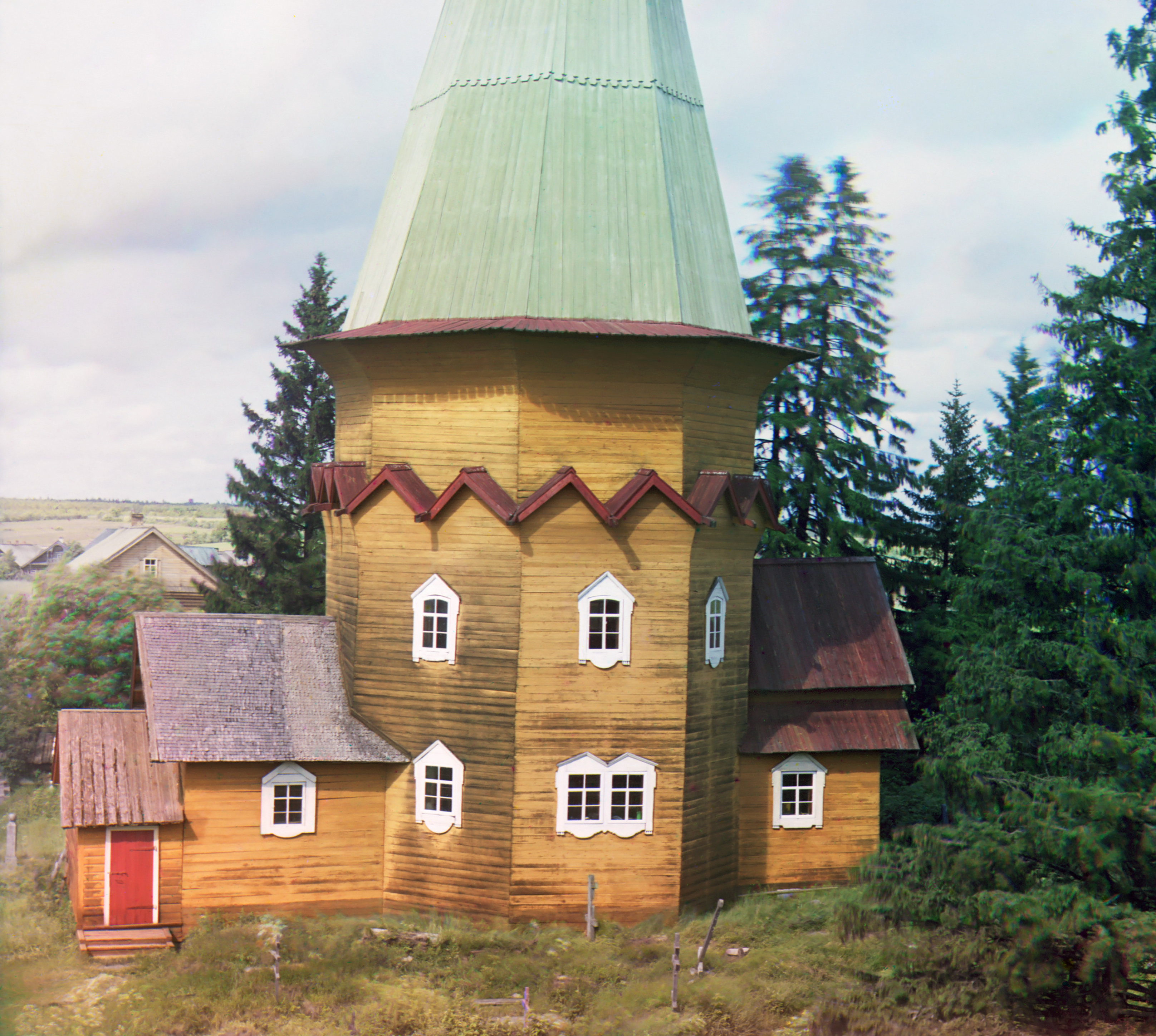
Преображенская церковь. Село Пидьма. 1909 г.
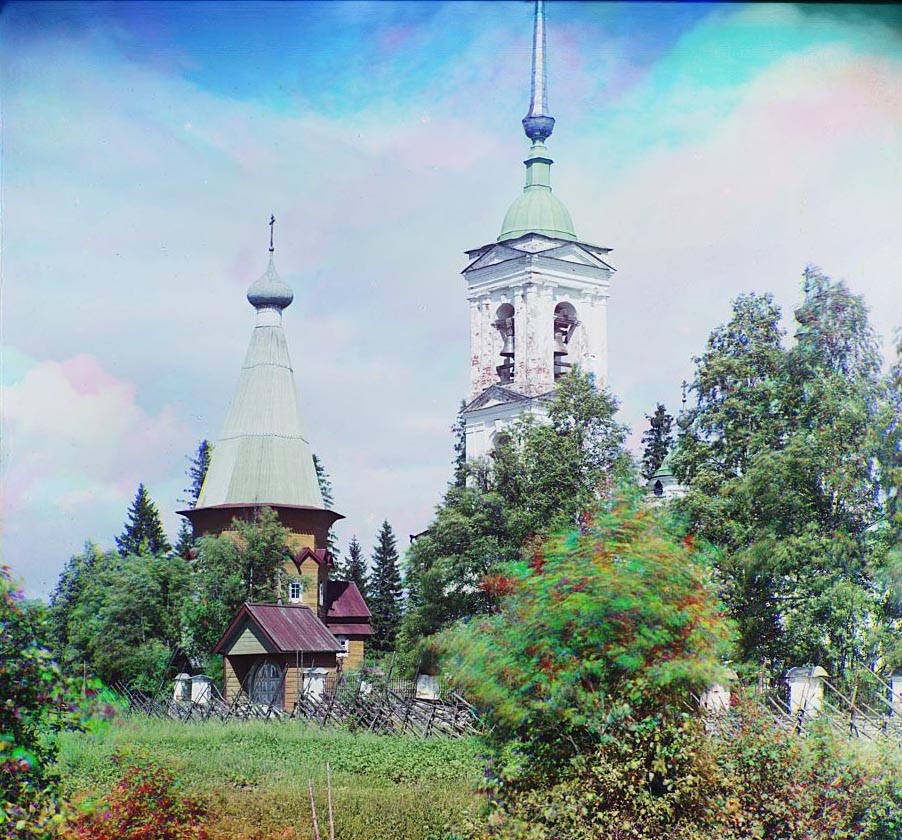
Каменная и деревянная Преображенские церкви. Село Пидьма. 1909 г.
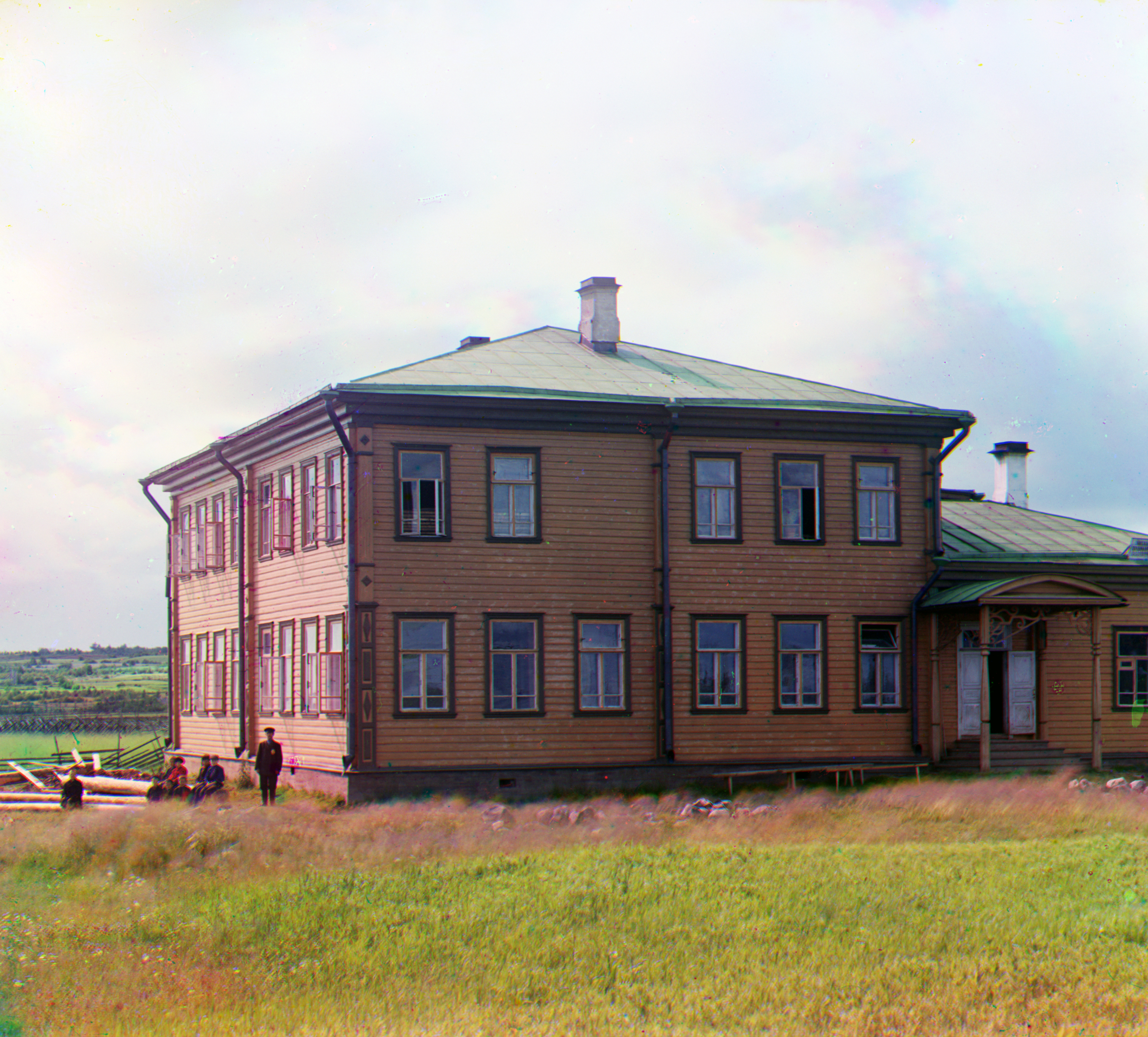
Школа в селе Пидьма имени Его Императорскаго Высочества Государя Наследника Цесаревича Великого Князя Алексея Николаевича. 1909 г.
Деревня Пидьма, вид на реку Свирь. 2011 г.

## Улицы
Ароматная, Дачная, Луговая, Подгорная, Покровская, Репников конец, Спокойная.